# Marianne Fredriksson
Marianne Fredriksson (Gotemburgo, 28 de marzo de 1927-Österskär, 11 de febrero de 2007) fue una escritora y periodista sueca que trabajó y vivió en Roslagen y Estocolmo. 

## Biografía
Antes de convertirse en una novelista, era periodista para varios periódicos y revistas suecas, incluyendo el Goteborgs-Tidningen y el Svenska Dagbladet. Su trabajo en esta área le valió el premio periodístico Stora-priset, el equivalente sueco del premio Pulitzer de periodismo.
En 1980, como resultado de una crisis personal empezó su tardía pero exitosa carrera como escritora, que le sirvió para ganar importantes premios literarios nacionales e internacionales.
Fredriksson publicó 17 novelas, muchas de ellas fueron traducidas al inglés, alemán y otros idiomas, un total de 47 idiomas. El tema central de su obra es la amistad, ya que, según ella, «la amistad será más importante que el amor». En sus primeros libros, la autora aborda temas bíblicos, pero luego pasa a la sagas familiares, sin olvidar cuestiones como la violencia contra las mujeres. La última de las 17 novelas, Ondskans leende se publicó en 2006.
Falleció en Österskär el 12 de febrero de 2007 a los 79 años de un ataque al corazón. El primer ministro sueco Fredrik Reinfeldt, dijo en un comunicado:

Suecia ha perdido a un escritor que con sus libros podría tentar a los lectores de una manera única, algo que no sólo muchos suecos, sino también muchos extranjeros disfrutaron.

## Obras

### Ficción
- Evas bok (El libro de Eva), 1980
- Kains bok (El Libro de Caín), 1981
- Noreas Saga (La saga de Norea), 1983
- Paradisets barn, 1985 (Este libro no es un libro nuevo, sino que consiste en los tres libros: El libro de Eva, El Libro de Caín, y la saga de Norea)
- Simon och ekarna, 1985
- Den som vandrar om natten, 1988
- Gåtan, 1989
- Syndafloden, 1990
- Blindgång, 1992
- Anna, Hanna och Johanna (Las hijas de Hanna), 1994[1]
- Enligt Maria Magdalena, 1997
- Flyttfåglar (Aves migratorias), 1999
- Älskade barn (Queridos hijos), 2001
- Skilda verkligheter, 2004
- Ondskans leende, 2006

### No ficción
- På akacians villkor, 1993. Escrita con Bengt Warne.
- Om kvinnor vore kloka skulle världen stanna, 1993
- De elva sammansvurna, 1997. Escrita con Ann Fredriksson